# Bund Deutscher Berufs-Kraftfahrer
Der Bund Deutscher Berufs-Kraftfahrer (BDBK) hat seinen Sitz in Düsseldorf. Bundesvorsitzender ist Wolfgang Westermann.
Die Ziele des BDBK sind:
- Überschaubare einheitliche Lenk- und Ruhezeiten
- Einstieg in ein Be- und Entladeverbot
- Besserer Kündigungsschutz
- Neueinsteiger nur noch als Berufskraftfahrer
- Lebensarbeitszeit für langjährig tätiges Fahrpersonal kürzen